# Paraturbanella scanica
Paraturbanella scanica is een buikharige uit de familie Turbanellidae. Het dier komt uit het geslacht Paraturbanella. Paraturbanella scanica werd in 1996 voor het eerst wetenschappelijk beschreven door Clausen. 